# Corts de Navarra
|  | Aquest article tracta sobre la institució de l'antic Regne de Navarra. Si cerqueu la institució autonòmica, vegeu «Parlament de Navarra». |

Escut de Navarra abans del

Bandera de Navarra en l'actualitat

Les Corts de Navarra o també denominades els Tres Estats, van ser una institució del Regne de Navarra que es va gestar amb Sanç el Fort i que es mantindria fins a 1841, en què Navarra va deixar de ser regne amb la Llei de Modificació de Furs de Navarra, desapareixent al costat de la major part de les seves institucions.
En 1979, durant la transició espanyola, es va establir el Parlament de Navarra com a ens de representació electa prèvia a l'autonomia, la composició de la qual i atribucions actuals es van reglamentar en 1982, amb la Llei Orgànica de Reintegració i Amillorament del Règim Foral de Navarra. El Parlament té com a segona denominació Cortes de Navarra.

## Tres estats
L'aparició d'aquesta institució en la baixa edat mitjana a Navarra no era un organisme completament original. A Europa, en la mateixa època, sorgien estructures similars. Va ser una evolució de la Cúria o Cort del rei, convocada pel monarca, amb interaccions de les assemblees, juntes i germanors amb intencions més o menys sedicioses.
No tenien una seu fixa, però predominaven Pamplona i Olite com a llocs on es realitzaven les reunions, en menor mesura Tafalla i ocasionalment Estella-Lizarra, Sangüesa i Tudela. Així i tot van existir altres punts de reunió esporàdics.
La denominació de Tres Estats és d'origen francès. Està recollida l'any 1319, però es generalitzaria pel segle xv. Es refereix als tres estaments que, després del rei, estaven presents en les Corts Generals, segons la seva influència de poder.
- L'estament Militar corresponent a la classe dels homes rics;
- L'estament Eclesiàstic corresponent a l'Església;
- i les Universitats que correspon a les Bones Viles.

A més, en la societat navarresa i seguint de dalt a baix existien altres estaments, no presents en les Corts:
- El dels camperols pecheros que ha de pagar pechas sense dret a estar a les Corts però sí a ajuntaments i concejos.
- Els collazos són camperols lligats a la terra, de servitud, encara que evolucionarien a ser arrendataris.
- Finalment, en l'escalafó social estaven les minories religioses de jueus, moros i els grups marginals.

Cada estament deliberava per separat i després exposaven les seves decisions a la resta dels estaments.

### L'estat de la noblesa o braç militar
Dins de la noblesa navarresa del segle xiii existien tres graons. Rics-homes o barons amb grans patrimonis i amb vinculació amb el monarca pels seus serveis militars. Participaven en les rendes del mateix i eren habituals en la Cúria o Cort règia. Cavallers, també prestaven serveis militars amb les seves prebendes, però eren de segon grau. Infantons, d'escàs patrimoni, amb escasses rendes. Desplaçats del poder i de les funcions militars. Amb Sanç el Fort, ocasionalment apareixen en l'entorn sobirà.
Al principi la presència era a títol personal, però posteriorment eren representatius. Els infanzones van ser especialment actius al segle xii, formant una Junta, amb autorització real, per defensar els seus interessos. Amb Teobald I es va crear una comissió per fixar per escrit els deures i drets de la noblesa. Donada l'actitud rebel dels infanzones, freqüentment no eren convocats, i al final seran prohibits per Joana I de Navarra i Felip III Evreux. En les reunions solemnes eren entre vint i trenta-cinc membres, però en altres convocatòries acudien un nombre menor.

### L'estat eclesiàstic o dels prelats
Era el menys nombrós dels estats. Oscil·laven entre els 6 i 14 membres. Prèviament a les Corts, la presència d'algun prelat en la Cúria règia era habitual. El bisbe de Pamplona era el més habitual, però també altres bisbes, doncs parteix del territori de Navarra pertanyia a altres diòcesis, com Tarassona, Calahorra, Baiona i Dax. Així mateix participaven altres priores (Sant Joan de Jerusalem i de Roncesvalles) i abats del regne (Irache, la Oliva, Leire, Iranzu i Urdax). Inicialment a títol personal i després com a representació de tota el clergat. A partir de 1328 la seva presència es va fer habitual. Al capdavant es trobava el bisbe de Pamplona, i a partir del segle XV el prior de Roncesvalles dirigia als prelats en absència del bisbe.

### L'estat de les universitats o bones viles
Aquest estament estava format per nuclis de població amb un estatut particular per mitjà de furs. Inicialment es van agrupar en germanors de les bones viles. L'evolució va ser la següent: Sembla que les primeres van ser el burg de San Cernín, Estella-Lizarra, Sangüesa, Olite, Los Arcos i Puente la Reina que són les sis viles que el monarca agrupa en el moment de nomenar jutges. Tot i això la primera Germanor coneguda és en 1274 que a més dels sis anteriors es van agrupar la població de San Nicolás que estava unida al burg de San Cernín, Viana, Laguardia, Donibane Garazi i Burguete que eren francs i no depenien de cap senyor, sense càrregues senyorials, amb llibertat de comprar i vendre propietats, amb normatives pròpies i autoritats com a alcalde, prebost o almirall i jurats.
Posteriorment es van ser incorporant uns altres com Tudela en 1283; Villafranca en 1294; Larrasoaina, Villava i Monreal en 1297; San Vicente, Lumbier, i un efímer desdoblament de Puente la Reina, Zubiurrutia el 1298; després de la mort de la reina Joana I de Navarra es van sumar Corella i Aguilar de Codés, mentre que no participaven San Juan i Zubiurrutia.
Successivament en 1328 per a la successió de Carles I de Navarra es despenjava alguna de les prèvies i es van ser afegint unes altres en les quals si hi havia dependència d'un senyor i pagament de pechas fins i tot va haver-hi representants de nuclis de pagesos. Això va provocar tensions que va portar a l'exclusió dels nuclis dels pagesos durant el regnat de Carles II. La modificació de les viles participants era habitual en cada període, exceptuant el nucli principal.
Les bones viles participaven en les Corts a través de representants anomenats procuradors, mandaderos, missatgers i a vegades ambaixadors, al que se'ls atorgaven plens poders per acordar.

## Història

### Sorgiment
La presència d'elements burgesos en els estaments de poder és molt antiga. Ja amb Alfons el Bataller, hi havia presència d'esporàdica i a títol personal d'alguns membres de comunitats urbanes en la cort reial.
Al primera intervenció coneguda de representants de les bones viles en un assumpte polític va ser en el regnat de Sanç VII el Fort, quan el rei els va fer jurar un pacte amb Jaume I d'Aragó, que suposava decidir sobre la successió en la corona.
Els diferents grups socials havien format diverses juntes, germanors o unitats amb la finalitat de defensar el seu estatus jurídic i incrementar la seva acció política. Les primeres juntes van deure ser la que agrupaven als infanzones, per defensar-se dels rics-homes. Amb la dinastia Xampanya aquestes juntes van evolucionar i reivindicaven els seus drets enfront del monarca, que desconeixia els costums del regne. En aquesta conjuntura, també les comunitats burgeses van començar a agrupar-se. Probablement amb Teobald I es van agrupar les sis principals bones viles.
Després de la mort de Teobald I en 1253 les bones viles es van unir amb els diversos al costat d'infanzones, rics-homes i l'alt clergat, per exigir al monarca un jurament que garantís els seus privilegis. Fent-ho en una magna assemblea similar a una Cúria General, és a dir una cort ampliada. Encara que aquesta denominació de Cúria General no apareixerà en la documentació fins a 1274. Donant lloc a un pacte entre el rei i el regne.
A partir d'aquest moment són bastant freqüents les reunions de la Cúria General convocada pel rei o pel seu lloctinent amb assistència de nobles, representants de bones viles i en alguns casos prelats. Fins a 1328 va haver-hi almenys setze reunions, entre altres els conflictes successoris de 1305, 1316 i 1328 en absència dels monarques de la dinastia dels Capet. Encara que la Junta d'Infanzones i la Germanor de bones viles actuaven per separat, a vegades s'agrupaven i al seu torn amb els rics-homes i prelats perquè es tinguessin en compte els seus furs, usos, privilegis i franqueses. Eren assemblees irregulars però els monarques havien de tenir-les en compte. La culminació va ser en 1328 quan rics-homes, cavallers i els representants de bones viles van decidir destituir al governador per guardar el regne per qui hagi de regnar i uns dies després sumant-se els representants del clergat i de comunitats vilanes van proclamar els drets al tron de Joana II i el seu espòs Felip III Evreux. Aquests van haver de negociar la fórmula de jurament.

### Període de consolidació (1329-1441)
Amb els nous reis en 1329 es van prohibir les juntes i assemblees i la participació es va canalitzar a través de la Cort General o Corts, quedant, probablement llavors, articulada en Tres Estats:
- Eclesiàstics: pel bisbe de Pamplona a més de *priores i abats que eren amos d'amplis dominis.
- Nobiliari: per rics-homes i cavallers i escuders lligats per serveis militars a la corona que eren convenientment pagats.
- Bones viles. Representants dels nuclis de població franca.

Tenia atribucions judicials i vetllava per la conservació dels furs i privilegis de cada grup i el jurament que havien fet els sobirans. En aquest període les Corts es van ser consolidant amb convocatòries periòdiques, amb un ritme com a poc anual. Una de les funcions principals era la de sufragar despeses dels monarques, que com a representació del regne, atorgaven al mateix, la major part de les vegades sense oposar resistència. No suposava una fiscalització dels ingressos de la monarquia, ni s'encarregaven del cobrament, que ho realitzaven els funcionaris del rei. Però si era una forma, com els sobirans en alguna ocasió van haver de reconèixer, que aquesta aportació no era obligatòria, sinó donatius. Les aportacions es realitzaven de dues formes. Una per les casernes és a dir ajudes directes per foc, per casa. L'altre tipus era la imposició, una quantitat proporcional pel preu de venda. Inicialment el pagament era de tots els súbdits, però posteriorment els reis van ser concedint excepcions, primer a alguns nobles, després a l'alt clergat i a algunes viles.
També els reis i els seus hereus juraven als Tres Estats a l'inici, com va fer Carles II en 1350, Carles III en 1390, Blanca i Joan en 1429.
En la mateixa també es presentaven reclamacions contra actuacions dels monarques o dels seus lloctinents. Els greuges havia de reparar-los el rei mitjançant ordenances corresponents.
Quan el Cisma en el Concili de Constança de 1416 es van enviar ambaixadors navarresos investits dels poders dels Tres Estats, i fins llavors se li va obligar el monarca a mantenir-se al costat del papa d'Avinyó. Quant a les guerres, la petició de consell, sembla que era monetaris.

### Guerra Civil (1441-1512)
La mort de Blanca I va portar al fet que el rei consort Joan II es quedés para si la corona, en lloc de cedir-la al seu fill Carles de Viana iniciant-se en 1451 una llarga Guerra civil. En aquest clima Joan II i el Príncep van convocar a les Corts, però a elles només acudien els corresponents a cada bàndol. En trenta-vuit anys es van reunir almenys seixanta-nou cops. Després de la mort de Joan II en 1479 els Tres Estats en algunes ocasions es reunien per separat però en unes altres s'ajuntaven representants d'ambdues faccions. Llavors les reunions en comptes de durar uns dies van començar a allargar-se durant setmanes.
Van seguir guardant els furs i privilegis, però amb un millor aparell burocràtic que tenia un secretari al capdavant, i els reis van seguir jurant davant elles com va ser en 1479 per Magdalena d'Orleans com regent de Francesc I de Foix, aquest mateix quan es va coronar en 1481, i els reis Caterina i Juan en 1494.
El nombre de reclamacions va fer que es creés al figura del síndic en 1508.

### Conquesta i Edat Moderna
Després de la invasió de Navarra i la seva primer intent d'alliberament, amb el control militar del territori i amb l'aïllament diplomàtic de Joan III d'Albret, es va produir la primera convocatòria després de la conquesta i la més polèmica de la història de les Corts. Ferran el Catòlic va ordenar la convocatòria dels Tres Estats el 13 de març de 1513. Mentrestant els reis de Navarra Caterina de Foix i Joan III d'Albret convocaven les Corts de Navarra a la ciutat de Pau.
A la convocatòria en les Corts del territori ocupat només van acudir nobles de la facció Beaumontesa, i del braç eclesiàstic, malgrat l'amenaça de la butlla papal Exigit Contumacium només van ser tres abats, sent, per tant dubtosa la seva legitimitat.
El virrei en nom de Ferran, va fer públic un perdó general, per la qual cosa s'autoritzava a tornar a les seves cases a tots aquells exiliats que juressin obediència perpètua al monarca castellà-aragonès. A més el virrei en nom de Ferran el Catòlic va prestar solemne jurament de respectar els furs, usos i costums del Regne, amb una fórmula molt similar a la tradicionalment empleada. El nou monarca es va comprometre expressament al fet que la interpretació dels drets es fes sempre en benefici del regne, a no encunyar moneda sense consentiment del regne; a fer que els càrrecs i rendes navarreses recaiguessin en els naturals del regne i finalment que els alts càrrecs de l'administració i el comandament de les fortaleses recaiguessin sempre en súbdits navarresos. Aquestes promeses van ser condicionades a la finalització de la guerra, per la qual cosa els càrrecs van ser lliurats a personal castellà.
Ja en la primavera d'aquest any els Tres Estats es van reunir per denunciar els contrafurs que suposaven confiscacions i altres irregularitats amb donacions a favor d'estrangers. Al febrer de 1514 van repetir de nou les seves reclamacions. El 30 de maig de 1515 és el mateix Ferran II qui va admetre que les reclamacions es tramitessin a través de les Corts. Encara que no hi ha constància que atengués cap.
La major part dels membres de les Corts continuaren sent navarresos, però el president, que era el bisbe de Pamplona, era nomenat sempre pels castellans, amb l'única excepció d'un bisbe en el segle xviii. Els braços passaren a deliberar de forma conjunta.

Merindades històriques de Navarra; Estella-Lizarra, color blau; Olite, marró fosc; Pamplona, verd; Sangüesa, rosat; Tudela, marró clar; i Baixa Navarra, violeta.

El braç de les universitats va ser sensible als canvis econòmics i demogràfics amb el que van ser augmentats des dels vint quan va ocórrer la invasió al màxim de trenta-vuit. Aquestes trenta-vuit bones viles no superaven el 40% de la població total. No es buscava la representativitat, encara que si existia una cert equilibri de les cinc merindades, amb 7 vots de la de Pamplona, 7 de Sangüesa, 7 d'Estella-Lizarra, 6 d'Olite i 7 de Tudela.
En principi els Tres Estats s'havien de reunir anualment, posteriorment van passar a fer-ho cada dos anys i amb el pas del temps encara amb menor freqüència. Així i tot van mantenir les reunions fins ben entrat el segle xix, a diferència del que va ocórrer amb les diferents Corts del Regne d'Espanya, ja que les de València les es van reunir per última vegada en 1645, les de Castella en 1665, les Aragó en 1683 i les de Catalunya el 1705, essent abolides totes les de la Corona d'Aragó entre 1707 i 1715 pels Decrets de Nova Planta, passant les castellanes a ser les Corts espanyoles, però mantenint-se les de Navarra.
La seva funció era la de fer i recopilar les lleis de l'Alta Navarra, i examinaven les ordres dels monarques espanyols, o dels seus virreis o d'un altre funcionari, per veure si constituïen "contrafur", és a dir, si eren contra les lleis i costums navarresos. En alguns casos s'aconseguien retirar parcialment o totalment i en unes altres no ho aconseguien. Abans que es coronessin, prenien jurament als nous reis, que ho feien per poders, de guardar, defensar i "amillorar" els furs i costums de Navarra. Autoritzaven o rebutjaven la recaptació sol·licitada pels monarques, convertint-se en una imposició directa, encara que en teoria se suposava que era una donació voluntària.
De la mà de les Corts va sorgir la Diputació del Regne en 1576, per a l'interval en què no es reunien els Tres Estats. La seva fi era posar en pràctica les seves decisions i ordres. En la mesura en què les Corts es van ser reunint amb menor freqüència la importància de la Diputació es va anar incrementant. Estava composta per navarresos. A partir de 1643 van passar a reunir-se setmanalment en comptes de mensual, senyal que el seu treball i recursos havien augmentat.
Les altres institucions existents en aquest període, no dependents de les Corts de Navarra:
- Virrei: representava el poder militar suprem a Navarra, convoca Corts i les tanca. Intermediari entre les Corts i el rei. No van ser navarresos, amb l'única excepció del bienni 1834-1836.
- Consell Reial era el tribunal suprem del regne de Navarra, aconsellava al virrei i iniciava investigacions judicials en assumptes d'ordre públic i religiosos. Aconsellaven si les noves lleis s'adequaven a la normativa navarresa o davant una protesta de les Corts valoraven si era acceptable o no, conegut com a "passada foral" o dret de "sobrecàrrega". El president del tribunal sempre era castellà a més de dos membres més, d'un total de set.
- Cambra de Comptos, actuava en nom dels reis i controlava despeses i recaptava. La meitat dels membres eren navarresos.

### Última convocatòria
Les últimes Corts van ser convocades en 1828-1829, quan l'anterior convocatòria havia estat en els anys 1817-1818. En aquesta convocatòria es va crear la Junta Superior d'Educació i es va fundar el Col·legi de Medicina, Cirurgia i Farmàcia. També es va tractar el donatiu que Navarra havia de lliurar a l'Estat, així com el repartiment de les càrregues fiscals. Es va debatre la modificació de les duanes de l'Ebre als Pirineus, quedant pendent de resolució.
En aquesta última convocatòria participà com a Síndic Ángel Sagaseta de Ilurdoz Garraza qui des del seu desterrament valencià va criticar l'abolició del Regne de Navarra i les seves institucions.
Encara que el retorn de Ferran VII va suposar el restabliment del règim privatiu navarrès, però sense desaparèixer la tendència centralista del Govern d'Espanya. Es va anul·lar el dret de "sobrecàrrega", per la qual cosa els "*contrafurs" es van produir sense dret de rèplica. Tant liberals com absolutistes van intentar acabar amb la legislació específica de Navarra, encara que per motius diferents. Els primers a pretendre implantar una administració moderna que fos racional i útil, amb un Estat més homogeni. Els absolutistes, per la seva banda perquè estaven d'acord que tots contribuïssin a les càrregues de l'Estat. Per tant, prèvia a la primera Guerra Carlina els particularismes forals eren rebutjats, en major o menor mesura per absolutistes i liberals.
Després de la Primera Guerra Carlista, amb la intenció de reduir l'autonomia Foral es va decretar la Llei de Confirmació de Furs, del 25 d'octubre de 1839. Partint d'aquesta llei es va negociar entre la Diputació provincial i el Govern una nova llei per a Navarra, la Llei de Modificació de Furs de Navarra de 1841. Llavors es van dissoldre les Corts de Navarra. L'Alta Navarra va deixar de ser oficialment regne passant a ser una de les 49 províncies creades en 1833 per Francisco Javier de Burgos y del Olmo. Es va crear la Diputació Provincial, per a la gestió d'assumptes administratius i fiscals, després de dissoldre en 1836 la Diputació del Regne.

### Actualitat

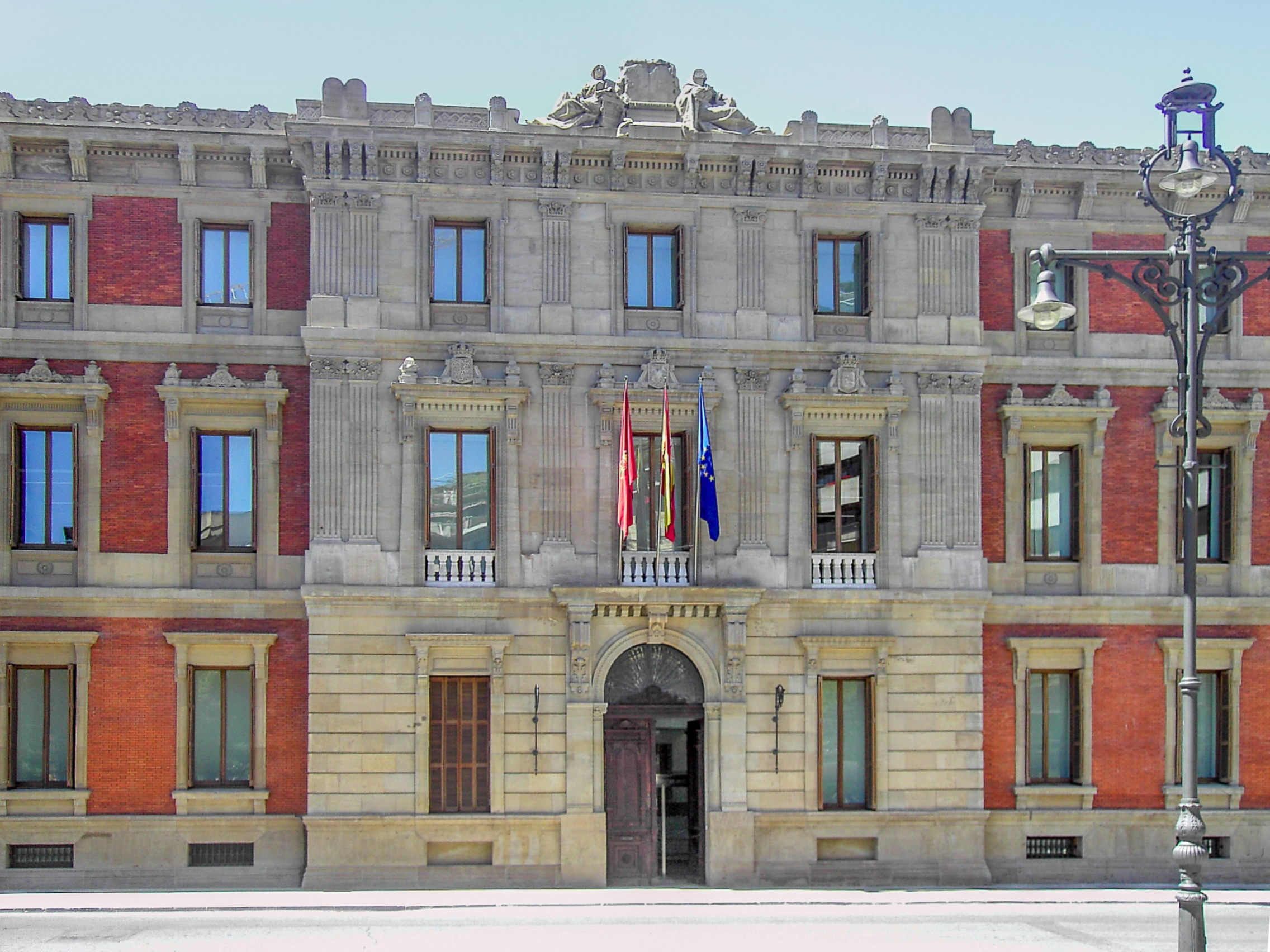
Actual seu del Parlament de Navarra Pamplona

En 1898 es va crear el Consell Administratiu de Navarra com un òrgan consultiu dependent de la Diputació i format per representants i organització heretats de les Corts de Navarra, si bé aquesta institució no va tenir poder legislatiu. Després de la mort de Franco en 1975 i iniciada la transició política a un sistema democràtic, el Consell Foral Administratiu de Navarra va ser substituït en 1979 pel nou Parlament Foral que assumia les seves funcions, sent aquest òrgan a diferència de l'anterior triat per sufragi universal. Posteriorment, després de negociar amb el govern d'Espanya i aprovar la Llei Orgànica de Reintegració i Amillorament del Règim Foral de Navarra, en 1983 el Parlament Foral va quedar substituït pel Parlament de Navarra i es va establir el règim jurídic de l'Alta Navarra que és equivalent a un Estatut d'Autonomia. Aquest Estatut no va ser referendat pels navarresos. En ell es manté al Parlament de Navarra o Corts de Navarra, d'elecció directa, com a òrgan de participació de la població navarresa.